# Alan O'Day
Alan Earle O'Day (Hollywood, 3 de octubre de 1940 - Westwood, 17 de mayo de 2013) fue un cantautor estadounidense, conocido por escribir y cantar Undercover Angel, un hit estadounidense, número 1 en 1977. También escribió canciones para otros artistas notables, como Helen Reddy, hit número 1 Angie Baby de 1974 y Righteous Brothers hit número 3 "Rock And Roll Heaven". En la década de 1980 pasó de la música pop a la televisión donde escribió más de 100 canciones para la serie de los sábados por la mañana Muppet Babies, y en la década de 1990 escribió e interpretó la música de la serie de National Geographic, Really Wild Animals.

## Premios
- "Angie Baby", disco de oro.
- "Undercover Angel", disco de oro.
- "Muppet Babies", nominado a un Emmy Award.
- "Really Wild Animals", Parent's Choice Award.
- Colaboración en Yamashita, Gold Disk Award, Japón.

## Discografía

### Créditos
- "The Drum", 1971 (cantada por Bobby Sherman), #29 EE. UU.
- "Train of Thought", 1974 (cantada por Cher) - número 27 EE. UU., número 22 en Canadá.
- "Rock and Roll Heaven", 1974 (cantada por Righteous Brothers), número 3 en EE. UU., producida por Dennis Lambert, Eddie Lambert, y Brian Potter.
- "Angie Baby", 1974 (cantada por Helen Reddy), canción número 1, producida por Joe Wissert.
- "Skinny Girls", 1980 (produced by Steve Barri), número 11 en Australia.
- "Love Can Go the Distance", 2000 (coescrita y cantado por Tatsuro Yamashita), número 18 en Japón.
- "Angel of the Light", 2008 (coescrita y cantado por Tatsuro Yamashita), número 4 en Japón.

### Sencillos
- 1977: "Undercover Angel" (#1 EE. UU., #9 Australia, #43 UK)[3] produced by Steve Barri, arranged by Michael Omartian
- 1977: "Just You"
- 1978: "Started Out Dancing, Ended Up Making Love"
- 1979: "Oh Johnny!"
- 1980: "Skinny Girls"
- 1980: "Love At First Sight"

### Álbumes
- 1973: Caress Me Pretty Music
- 1977: Appetizers
- 1979: Oh Johnny
- 2001: Undercover Angel 2001 (City Man Music, BMI, Warner/Chappell Music, ASCAP 634479217920)
- 2008: "I Hear Voices"